# Internationale Cricket-Saison 1985/86
Die internationale Cricket-Saison 1985/86 fand zwischen Oktober 1985 und April 1986 statt. Als Wintersaison wurden vorwiegend Heimspiele der Mannschaften aus Südasien, der Karibik und Ozeanien ausgetragen.

## Überblick

### Internationale Touren
| Beginn            | Heimteam    | Auswärtsteam | Resultate | Resultate | Artikel |
| Beginn            | Heimteam    | Auswärtsteam | Test      | ODI       | Artikel |
| ----------------- | ----------- | ------------ | --------- | --------- | ------- |
| 13. Oktober 1985  | Pakistan    | Sri Lanka    | 2–0 [3]   | 4–0 [4]   | Artikel |
| 8. November 1985  | Australien  | Neuseeland   | 1–2 [3]   |           | Artikel |
| 27. November 1985 | Pakistan    | West Indies  |           | 2–3 [5]   | Artikel |
| 13. Dezember 1985 | Australien  | Indien       | 0–0 [3]   |           | Artikel |
| 18. Februar 1986  | West Indies | England      | 5–0 [5]   | 3–1 [4]   | Artikel |
| 21. Februar 1986  | Neuseeland  | Australien   | 1–0 [3]   | 2–2 [4]   | Artikel |
| 23. Februar 1986  | Sri Lanka   | Pakistan     | 1–1 [3]   | 0–2 [3]   | Artikel |

### Internationale Turniere
| Beginn            | Turnier                                   | Land                         |
| ----------------- | ----------------------------------------- | ---------------------------- |
| 15. November 1985 | Rothmans Sharjah Cup 1985/86              | Vereinigte Arabische Emirate |
| 9. Januar 1986    | Benson & Hedges World Series Cup 1985/86  | Australien                   |
| 30. März 1986     | Asia Cup 1986                             | Sri Lanka                    |
| 5. April 1986     | John Player Triangular Tournament 1985/86 | Sri Lanka                    |
| 10. April 1986    | Austral-Asia Cup 1985/86                  | Vereinigte Arabische Emirate |

### Internationale Touren (Frauen)
| Beginn          | Heimteam   | Auswärtsteam | Resultate | Artikel |
| Beginn          | Heimteam   | Auswärtsteam | WODI      | Artikel |
| --------------- | ---------- | ------------ | --------- | ------- |
| 19. Januar 1986 | Neuseeland | Australien   | 1–1 [3]   | Artikel |

## Nationale Meisterschaften
Aufgeführt sind die nationalen Meisterschaften der Full Member des ICC.
| Land                         | First-Class                 | List A                                    |
| ---------------------------- | --------------------------- | ----------------------------------------- |
| Australien                   | Sheffield Shield 1985/86    | McDonald’s Cup 1985/86                    |
| Indien                       | Ranji Trophy 1985/86        |                                           |
| Duleep Trophy 1985/86        | Deodhar Trophy 1985/86      |                                           |
| Irani Cup 1985/86            |                             |                                           |
| Neuseeland                   | Shell Trophy 1985/86        | Shell Cup 1985/86                         |
| Pakistan                     | Quaid-e-Azam Trophy 1985/86 | Wills Cup 1985/86                         |
| BCCP Patron’s Trophy 1985/86 |                             |                                           |
| Südafrika                    | Castle Cup 1985/86          | Benson and Hedges Series 1985/86          |
| UCB Bowl 1985/86             |                             |                                           |
| Howa Bowl 1985/86            |                             |                                           |
| West Indies                  | Shell Shield 1985/86        | Geddes Grant/Harrison Line Trophy 1985/86 |